# White Skull
White Skull est un groupe de power metal italien. Il est formé vers la fin des années 1980 par le guitariste Tony « Mad » Fontò. Leur album Tales from the North leur permet de se populariser aux États-Unis.

## Biographie

### Débuts (1984–2000)
En 1991, le groupe enregistre sa première démo-cassette. Ils commencent immédiatement à jouer en soutien à cette première démo. En mai 1994, la deuxième démo du groupe, intitulée intitulée Save the Planet, reçoit de bonnes critiques. Pendant ce temps, Skull White prend part à deux compilations : Nightpieces 4 (janvier 1995) et Area Sismica (juin 1995). Quelques mois plus tard, le label italien Underground Symphony sort le premier album du groupe, I Won't Burn Alone. La presse spécialisée accueille favorablement l'opus, et le groupe commence immédiatement une série de concerts dans les pubs, les festivals locaux et dans des rassemblements de motards. En mars 1997, le deuxième album studio du groupe, Embittered, est publié. En mai 1997, le guitariste Max quitte le groupe et est définitivement remplacé en novembre par BB Nick Savio (entre mai et août, il est remplacé par le guitariste Pino Killers, et entre septembre et novembre par Lele Pretto). La tournée Embittered commence immédiatement après la distribution de l'album, jusqu'à la fin de 1998. Ils jouent notamment avec Overkill, à leur apparition au festival italien Gods of Metal, et à Berlin avec UDO et Doro.
Dans la période qui suit, Skull White commence à répéter et écrire de nouvelles chansons, qui seront ensuite publiées dans l'EP Asgard et sur Tales from the North, un album-concept sur la mythologie nordique. Chris Boltendhal, chanteur au sein de Grave Digger, y participe. Le label allemand Nuclear Blast Records publie l'album en juillet 1999. Puis le groupe entame la tournée Excalibur Millennium 2000 Tour avec Grave Digger en 2000 en Allemagne, en Suisse et en Italie. L'album qui suit, Public Glory, Secret Agony, est publié en août 2000 par Breaker Records (label d'Udo Dirkschneider), et distribué par Nuclear Blast. En février 2001, Federica « Sister » De Boni quitte le groupe pour des raisons personnelles et est remplacée par le chanteur argentin « Gus » Gustavo Gabarro.

### DeThe Dark AgeàForever Fight(2001–2009)
À la fin de 2001, le quintette retourne en studio pour enregistrer un nouvel album intitulé The Dark Ages. L'album suscite l'intérêt de Frontiers Records qui le publie en août 2002. En décembre la même année, le guitariste BB Nick Savio quitte le groupe en bons termes pour poursuivre d'autres projets, et est rapidement remplacé par le jeune Danilo Bar. En septembre 2003, le bassiste Fabio Pozzato quitte le groupe, et est rapidement remplacé par le jeune bassiste brésilien Fabio Manfroi, qui quitte le groupe en février 2004. Après de bonnes critiques et l'intérêt croissant du public, le groupe participe à de grands festivals italiens et européens (Blind Guardian Open Air, Metal Dayz, Badia Rock Festival, Festival de fer Tradate, Valpolicella Metal Festival). En mai 2004, le groupe se lance dans son sixième album studio, intitulé The Skull XIII. Après sa sortie, cependant, Skull White est forcé de suspendre ses activités scéniques et d'annuler leur apparition à de nombreux spectacles pour des raisons de santé du chanteur. En octobre 2004, Steve Balocco devient le nouveau bassiste du groupe.
À cette période d'arrêt forcé, le groupe écrit un nouvel album, et entre au Remaster Studio Vicenza à la fin de 2005 pour l'enregistrement de The Ring of the Ancients, qui se concentre sur des histoires celtiques. Ce nouvel opus attire l'intérêt du label Dragonheart Records, qui offre un contrat au groupe. Le 20 octobre 2006, Dragonheart/Audioglobe/SPV publient The Ring of the Ancients, qui - comparé au style musical habituel du groupe - est beaucoup plus agressif, et est accueilli d'une manière mitigée par la presse spécialisée,.
En parallèle à la sortie de l'album, le chanteur Gus Gabarro quitte le groupe pour des raisons personnelles et professionnelles. Skull White décide alors de revenir vers une voix féminine, qui caractérise réellement le style du groupe. White Skull fait donc appel à Elisa « Over » De Palma, avec qui il effectue une tournée promotionnelle pour The Ring of the Ancients. À l'été 2008, un autre changement de formation donne une nouvelle vie au groupe : ils accueillent le bassiste Jo Raddi et le claviériste Alessio Lucatti (mieux connu au sein de Vision Divine), avec lesquels ils terminent l'album, sorti en mars 2009, qui connaît un succès critique et publique. Le groupe s'implique ensuite dans une tournée en soutien au nouvel album, appelée Metal Axes Tour, et prévoit un DVD live aux alentours de septembre.

### Under this FlagetWill of the Strong(depuis 2010)
Le 22 décembre 2009, le groupe annonce l'arrêt de ses activités jusqu'en mars 2010. Le 1er mai 2010, le groupe annonce le départ d'Alessio Lucatti. Le 24 août 2010, le groupe annonce sa séparation de Elisa Over pour cause d'« incompatibilité artistiques ». Le 1er octobre 2010, c'est au tour du bassiste Jo Raddi de quitter White Skull. Le 18 décembre 2010, Tony Fontò annonce le retour de la chanteuse Federica « Sister » De Boni.
En début février 2017, ils terminent un nouvel album intitulé Will of the Strong.

## Discographie

### Albums Studio
- 1995 : I Won't Burn Alone
- 1997 : Embittered
- 1999 : Asgard(EP)
- 1999 : Tales from the North
- 2000 : Public Glory, Secret Agony
- 2002 : The Dark Age
- 2004 : The XIII Skull
- 2006 : The Ring of the Ancients
- 2009 : Forever Fight
- 2012 : Under this Flag
- 2017 : Will of the Strong

### EP
- 1999 – Asgard

### Demo
- 1991 - White Skull
- 1992 - Save the Planet

## Membres

### Membres actuels
- Tony « Mad » Fontò - guitare rythmique (depuis 1984)
- Federica « Sister » De Boni - chant (1991-2001, depuis 2010)
- Alex Mantiero - batterie (depuis 1992)
- Danilo Bar - guitare solo (depuis 2003)
- Jo Raddi - basse (depuis 2008)
- Alexandros Muscio (depuis 2016)

### Anciens membres
- Max I - guitare solo (1990-1997 )
- BB Nick Savio - guitare solo (1997-2002 )
- Gustavo « Gus » Gabarro - chant (2001-2007)
- Elisa « Over » De Palma - chant (2007-2010)
- Fabio Pozzato - basse (1984-2003)
- Fabio Manfroi - basse (2003-2004)
- Stefano « Steve » Balocco - basse (2004-2007)
- Alessio Lucatti - claviers (2007-2010)